# Ференц Пушкаш (стадион, 1953)
«Ференц Пушкаш» (венг. Puskás Ferenc Stadion) — мультиспортивный стадион в Будапеште, Венгрия. Вместимость стадиона составляла 39 111.
Изначально получивший название «Непштадион» («Народный стадион») на 104 000 мест, был построен в 1948—1953 годах, при помощи волонтёров и солдат. В матче открытия 20 августа 1953 года местный «Гонвед» играл с московским «Спартаком». На игре присутствовало 80 тысяч зрителей.
Меньше, чем год спустя после постройки, 23 мая 1954 года, сборная Англии потерпела здесь самое крупное поражение в своей истории, проиграв сборной Венгрии со счетом 1:7.
В 1986 году 27 июля на стадионе в рамках гастролей по Европе Magic Tour дала одно из своих последних выступлений во главе со своим фронтменом Фредди Меркьюри группа Queen; на концерте присутствовало более 80 000 зрителей.
В 2001 году стадион переименован в честь нападающего сборной Венгрии — Ференца Пушкаша, защищавшего цвета сборной в 1940-х — 1950-х годах.
В 2005 году здесь проходили съемки фильма Стивена Спилберга «Мюнхен», «Ференц Пушкаш» был выбран как наиболее похожий на «Олимпиаштадион» до реконструкции.
В настоящее время снесён, на его месте построен новый стадион вместимостью 65 000 зрителей для проведения чемпионата Европы 2020 года.